# Peso cubà
El peso cubà (en espanyol peso cubano, peso nacional o, simplement, peso) és la unitat monetària oficial de Cuba, juntament amb el peso convertible. El codi ISO 4217 és CUP. Normalment s'abreuja $, o $MN (és a dir, peso moneda nacional) per diferenciar-lo d'altres tipus de pesos. Se subdivideix en 100 centaus (centavos).

## Història
El peso cubà va aparèixer per primera vegada el 1857 en forma de bitllets de banc, i només se'n van encunyar monedes a partir del 1915. El 1959, data de la Revolució, un peso era equivalent a un dòlar dels Estats Units. Va perdre valor a causa del blocatge nord-americà i de la suspensió de la quota del sucre. Aquesta suspensió fou el motiu principal que va obligar Cuba a buscar un nou soci econòmic, la Unió Soviètica. Arran de la desintegració de l'URSS el 1991, el peso va perdre la major part del seu valor i la taxa de canvi va caure fins als 125 pesos per dòlar. Actualment s'ha revaloritzat considerablement i oscil·la entre els 23 i els 25 pesos per dòlar.
El 1993, havent desaparegut la Unió Soviètica, es va atorgar al dòlar estatunidenc la condició de moneda de curs legal a Cuba per tal de tenir una divisa forta que fes créixer l'economia. El dòlar, doncs, va esdevenir moneda de canvi per a uns quants serveis i béns de consum no essencials, com ara els cosmètics, i fins i tot per a alguns productes alimentaris i begudes. El 1994 es va introduir el peso convertible en termes paritaris amb el dòlar (1=1).
Els treballadors estatals cubans rebien una part del sou en pesos convertibles i la resta en pesos normals. Les botigues de productes bàsics, com ara la fruita i la verdura, només acceptaven pesos nacionals, mentre que la resta de productes eren comercialitzats per les tiendas de dólares, o botigues on es pagava amb dòlars. Per augmentar la confusió, com que els dòlars a Cuba de vegades s'anomenen col·loquialment "pesos", la moneda a què feien referència els comerços s'havia de deduir pel context.
El 8 de novembre del 2004 el govern cubà va retirar els dòlars de la circulació, com a represàlia per les darreres sancions dutes a terme pels Estats Units.

## Monedes
El 1897 i 1898 es van emetre pesos per les forces revolucionàries que promovien la independència. El 1915 es van introduir monedes de cuproníquel d'1, 2 i 5 centaus, de plata de 10, 20 i 40 centaus i d'1 pes, i d'or d'1, 2, 4, 5, 10 i 20 pesos. Aquestes monedes van ser dissenyades per Charles E. Barber, el qual també va dissenyar les monedes de deu i vint-i- cinc centaus i de mig dòlar per als Estats Units. Les monedes es van encunyar en la Fàbrica de Moneda de Filadèlfia. Les monedes d'or i de 2 centaus van deixar de produir-se després del 1916, i el model d'1 pes amb disseny d'estrella gran va deixar de produir-se el 1934. Del 1934 al 1939 es va emetre un nou pes de plata amb la imatge d'una dona, representant a la República de Cuba. Finalment, el 1953 es va produir un pes commemoratiu del centenari de José Martí (també encunyat en denominacions de 50, 25 i 1 cèntim).
El 1943 es van emetre monedes de llautó d'1 i 5 centaus, i amb composició de coure i níquel esporàdicament des de 1915 fins al 1958. A partir de 1915, es van encunyar ocasionalment monedes de 2, 5, 10, 20 i 40 centaus. Les últimes monedes de 10, 20 i 40 centaus es van produir el 1952; es tractava d'emissions commemoratives que celebraven el cinquantè any de la república. Com s'ha esmentat anteriorment, el 1953 també es van emetre monedes commemoratives de plata de 25 i 50 centaus. Aquestes van ser les últimes monedes de plata emeses per a la circulació. L'última moneda produïda als Estats Units va ser la de cinc centaus de 1961.
El 1962 es van introduir les monedes de cuproníquel de 20 i 40 centaus, seguit, el 1963, per les d'alumini d'1 i 5 centaus. El 1969 es van introduir les d'alumini de 20 centaus, seguides de les d'alumini de 2 centaus i les de llautó d'1 pes el 1983. En 1990 es van introduir les monedes de 3 pesos de cuproníquel, i el 1992 les d'1 pes d'acer xapat en llautó i les de 3 pesos d'acer xapat en níquel. Les monedes de 40 centaus es van retirar de la circulació el juliol del 2004 i ja no s'accepten com a pagament. En 2017, el Banc Central de Cuba va introduir la moneda bimetàl·lica de 5 pesos (la diferència és la denominació i la composició (amb un anell de cuproníquel i un tap central de llautó). Les monedes que actualment circulen habitualment són les de 5 i 20 centaus i les d'1, 3 i 5 pesos, les d'1 i 2 centaus es veuen poc (pel seu ínfim valor) però segueixen sent vàlides.
Entre 1988 i 1989, l'Institut Nacional de Turisme (INTUR) va emetre "monedes per a visitants" destinades als turistes. El 1981 es van introduir les monedes de cuproníquel de 5, 10, 25 i 50 centaus i d'1 pes, i el 1988 les d'alumini d'1, 5, 10, 25 i 50 centaus. Les monedes d'INTUR van ser desmonetitzades el 15 d'octubre de 2001 i substituïdes per pesos convertibles (CUC).
| Monedes del Peso Cubà | Monedes del Peso Cubà | Monedes del Peso Cubà | Monedes del Peso Cubà | Monedes del Peso Cubà | Monedes del Peso Cubà                                          | Monedes del Peso Cubà                                                      | Monedes del Peso Cubà | Monedes del Peso Cubà |
| Imatge                | Valor                 | Paràmetres tècnics    | Paràmetres tècnics    | Paràmetres tècnics    | Paràmetres tècnics                                             | Descripció                                                                 | Descripció | Primera emissió       |
| Imatge                | Valor                 | Diàmetre              | Gruix                 | Massa                 | Composició                                                     | Anvers                                                                     | Revers | Primera emissió       |
| --------------------- | --------------------- | --------------------- | --------------------- | --------------------- | -------------------------------------------------------------- | -------------------------------------------------------------------------- | --- | --------------------- |
|                       | 1 centavo             | 16.76 mm              | 1.4 mm                | 0.75 g                | Aluminium (alumini 97.15%, magnesi 2.5%, manganès 0.35%)       | Escut de Cuba, lleg "REPUBLICA DE CUBA", denominació "UN CENTAVO"          | "PATRIA Y LIBERTAD" (Pàtria i Llibertat) or "PATRIA O MUERTE" (Fatherland or Death), Nombre romà "I" dins d'una estrella de cinc puntes, data d'emissió | 1963                  |
|                       | 2 centavos            | 19.31 mm              | 1.7 mm                | 1 g                   | Aluminium (alumini 97.15%, magnesi 2.5%, manganès 0.35%)       | Escut de Cuba, llegenda "REPUBLICA DE CUBA", denominació "DOS CENTAVOS"    | "PATRIA O MUERTE" (Fatherland or Death), Nombre romà "II" dins d'una estrella de cinc puntes, data d'emissió                                            | 1983                  |
|                       | 5 centavos            | 21.21 mm              | 1.81 mm               | 1.5 g                 | Aluminium (alumini 97.15%, magnesi 2.5%, manganès 0.35%)       | Escut de Cuba, llegenda "REPUBLICA DE CUBA", denominació "CINCO CENTAVOS"  | "PATRIA Y LIBERTAD" (Pàtria i Llibertat) or "PATRIA O MUERTE" (Fatherland or Death), Nombre romà "V" dins d'una estrella de cinc puntes, data d'emissió | 1963                  |
|                       | 20 centavos           | 24 mm                 | 2.15 mm               | 2 g                   | Aluminium (alumini 97.15%, magnesi 2.5%, manganès 0.35%)       | Escut de Cuba, llegenda "REPUBLICA DE CUBA", denominació "VEINTE CENTAVOS" | "PATRIA O MUERTE" (Pàtria o Mort), Nombre romà "XX" dins d'una estrella de cinc puntes, data d'emissió                                                  | 1969                  |
|                       | 1 peso                | 24.5 mm               | 1.9 mm                | 5.52 g                | Brass-plated steel                                             | Escut de Cuba, llegenda "REPUBLICA DE CUBA", date of issue                 | "PATRIA O MUERTE" (Pàtria o Mort), retrat de José Martí                                                                                                 | 1992                  |
|                       | 3 pesos               | 26.5 mm               |                       | 9 g                   | Copper-nickel                                                  | Escut de Cuba, llegenda "REPUBLICA DE CUBA", denominació "TRES PESOS"      | "PATRIA O MUERTE" (Pàtria o Mort), retrat de Che Guevara                                                                                                | 1992                  |
|                       | 5 pesos               | 25.3 mm               | 2.27 mm               | 7.5 g                 | Brass-plated steel center in a Copper-nickel-plated steel ring | Escut de Cuba, llegenda "REPUBLICA DE CUBA", denominació "CINCO PESOS"     | "PATRIA O MUERTE" (Pàtria o Mort), retrat de Antonio Maceo                                                                                              | 2016                  |

## Taxes de canvi
- 1 EUR = 33,1444 CUP (23 de juny del 2006)
- 1 USD = 26,5 CUP (23 de juny del 2006)